# Чеботарёвы
Чеботарев — древний дворянский род, из рязанских бояр.
При подаче документов (1686) для внесения рода в Бархатную книгу, была предоставлена родословная роспись Чеботаевых.
Род записанный в VI часть родословной книги Курской губернии восходит к середине XVII века, Алексей Чеботаев служил в числе дворян и детей боярских и вёрстан поместным окладом (1687).
Есть ещё несколько родов Чеботаевых, более позднего происхождения. Также см. Чеботаевы (Оренбургские)

## Происхождение и история рода
Род берет своё начало от потомка татарского мурзы Салахмира и рязанской княжны Анастасии Ивановны — Чеботая Канчеева, служившего великому князю Ивану Ивановичу Рязанскому испомещенного на рубеже XV—XVI веков в окрестностях Рязани. Имения Чеботаевых были в Понинском и Каменском станах: деревни Лысаковская, Глинище, Васильево, Осташково. Несколько позже, они уже назывались Чеботаевы и при присоединении Рязанского княжества к московскому (1521), были выведены в соседний Курский уезд.
Одна из ветвей Чеботаевых, поступили на шведскую службу во время оккупации Новгорода (1611—1617), получив шведское подданство, титул «байор» (шведский боярин) присоединившись к шведскому дворянству и большие поместья в Ингерманландской (Ижорской) земле. В 1613 году Чеботаевым новгородские власти отделяют земли, а сестра стала женой брата воеводы Копорья князя Н. Мещерского, бывшего также на шведской службе. От шведских Чеботаевых идёт род Опалев (Опалов?). Фамилия образована от прозвания Григория Опала Калиновича Чеботаева, младшего брата Василия Семеновича Чеботаева. В. С. Чеботаев держит секретаря немца, но остается благочестивым православным. В 1618 году шведские байорские (русские) роды были пожалованы шведским дворянским гербом и внесены в матрикулу шведского Рыцарского дома. Василия Григорьевича Чеботаева король Густав II Адольф возвел в дворянство (13 сентября 1631) и от него пошли шведские дворяне Чеботаевы-Цебетриовы, по прозванию отца Василия Григорьевича.

## Описание гербов

#### Герб Чеботаевых в гербовнике А. Т. Князева 1785 г
В Гербовнике Анисима Титовича Князева имеется изображение герба Харитона Андреевича Чеботаева, на его печати. Изображение герба: на горностаевой княжеской мантии расположен щит, имеющий синее поле. На щите вверху изображено белое облако, на фоне которого расположено желтое солнце, из которого выходят серые весы, чаши коих уравновешены. Низ щита серый, на нем расположена зелено-желтая ветка. Вверху мантии помещен девиз на латинском языке, в переводе обозначающий: Заблистает благодаря верному равновесию. Над княжеской горностаевой мантией расположен рыцарский шлем, из которого выходят три страусовых пера.
Примечание: В геральдике горностаевый (королевский) мех издревле служил символом власти, господства и употреблялся для подбивки мантий государей, князей, герцогов и других лиц королевской крови. Присутствие меха белого горностая в одеянии и головных уборах, а также в гербах королей и высших государственных лиц, символизировали о чистоте и являлись отличительным знаком королевской знатности. Внесение в герб Х. А. Чеботаева княжеской горностаевой мантии говорит о княжеских корнях родоначальников рода Чингизиде мурзе Салахмира и великой княжны Анастасии Ивановны Рязанской.

#### Герб. Часть VI. № 124
Щит разделен на четыре части, из них первая и четвёртая части, диагонально разрезанные к правому нижнему углу надвое, имеют с правой стороны зелёное, а с левой стороны золотое поля, в которых диагонально же изображено по одному снопу переменных с полями цветов. Во второй части, в красном поле, золотой крест. В третьей части, в правом красном поле, золотой ключ, а в левом золотом поле горизонтально означены три чёрные полосы.
На щите дворянский коронованный шлем. Нашлемник: павлиньи перья, на середине которых видна золотая шестиугольная звезд. Намёт на щите красный и зелёный, подложенный золотом.

#### Герб. Часть XX. № 135
Герб потомства действительного статского советника Ивана Григорьевича Чеботаева утвержден в Царском селе (03 февраля 1917): в червлёном щите серебряный столб, обременённый вверху и внизу голубой пятиконечной звездой. В красном поле щита, по бокам, по вертикальному золотому перначу. Над щитом дворянский коронованный шлем. Нашлемник - три страусовых пера: среднее - серебряное, крайние красные. Намёт красный с серебром. Девиз: <<ЧЕСТИЮ, ПРАВДОЮ, ТРУДОМ>> серебряными буквами на красной ленте.

## Известные представители
- Чеботаев, Михаил Васильевич (1782—1844) — генерал-майор, участник Наполеоновских войн.